# Nothing Fails
Nothing Fails este al treilea single al artistei americane Madonna lansat de pe albumul American Life. A fost lansat de Maverick Records pe 21 noiembrie 2003. Melodia a fost lansată numai în Australia, America de Nord și unele țări europene. Datorită slabei promovări și faptului că nu s-a filmat niciun videoclip pentru a-l promova, melodia a avut în special poziții mici în top.